# Borg (Star Trek)
Borg – w uniwersum Star Trek kolektyw istot różnych ras zmienionych poprzez proces asymilacji w cyborgi, jeden z najpotężniejszych antagonistów z ukazanych w uniwersum. 
Każdy z jej przedstawicieli – dron – jest połączony z resztą, tworząc wspólną świadomość. Borg dąży do perfekcji asymilując istoty (włączając je do swojego kolektywu) oraz przejmując ich technologie, wygłaszając przy tym slogan You will be assimilated. Resistance is futile. (Zostaniesz zasymilowany. Opór jest daremny.).
Struktura organizacyjna Borg przypomina rój pszczół. Na samym szczycie znajduje się Królowa, której ślepo posłuszne są wszystkie drony.
Najbardziej znanym dronem Borg jest Siedem z Dziewięciu, postać z serialu Star Trek: Voyager, która jako ludzkie dziecko została zasymilowana przez kolektyw, a następnie wyrwana z niego dzięki determinacji kapitan Janeway i załogi Voyagera, której członkiem później się stała. Dronem Borg był też przez krótki czas kapitan Picard, egzystując wtedy pod imieniem Locutus i będąc doradcą Królowej podczas bitwy pod Wolf 359. Jednak dzięki determinacji załogi Enterprise został odbity. Mimo to przypadki „odasymilowania” są niezwykle rzadkie.

## Historia

### Powstanie Borg
Na ekranie nigdy nie zostały ukazane dokładniejsze informacje na temat początków kolektywu. Występuje jednak kilka, niekanonicznych teorii na temat pochodzenia i historii Borg. Np.:
- Borg został stworzony przez V`Ger (istota znana z pierwszego filmu kinowego). Teoria uważana za niezbyt prawdopodobną.
- Borg powstał w wyniku nanotechnologicznego eksperymentu. Zaszczepione nanomaszyny w ciało przywódczyni (później pierwsza Królowa Borg) umierającej rasy (np. śmiertelny wirus) powodują zmiany w jej ciele i mózgu. Powstrzymują działanie wirusa, jednak ceną za to jest utrata wolnej woli na rzecz wypełnienia misji nanomaszyn – stworzenia organizmu doskonałego. Nanomaszyny przenoszą się na innych przedstawicieli tej rasy tworząc pierwszy kolektyw. Ta teoria cieszy się dużo większą popularnością wśród fanów.

Są to jednak czyste spekulacje i żadna z tych teorii nie została nigdy potwierdzona. Tak więc narodziny kolektywu owiane są mgiełką tajemnicy.
Dokładnie nie wiadomo także od kiedy istnieje Borg. W Star Trek: Voyager wspomniany jest pierwszy kontakt pewnej rasy z Borg już w XIII wieku naszej ery. Być może istniały różne kolektywy, następujące po sobie, z różnymi Królowymi. Tłumaczyłoby to czemu Borg nie podbił już w XXIV wieku całej Galaktyki. Być może wielokrotnie odwiedzał on kwadrant Alfa na długo przed tym okresem, ale uznał Ludzi, Klingonów, Wolkan czy Romulan za niewartych asymilacji.

### XXI wiek
Statek Borg próbował zapobiec Pierwszemu Kontaktowi Wolkanów z Ludźmi (2063 rok, wydarzenia ukazane w filmie „Star Trek: Pierwszy kontakt”, 1996)

### Działalność w XXII wieku
W 2153 roku (23 odcinek drugiego sezonu Star Trek: Enterprise, „Regeneration”), na Arktyce, na Ziemi, odkryto dwóch zamarzniętych przedstawicieli Borg.
Mimo że byli zamrożeni przez ponad 100 lat, ich cybernetyczne ciała ulegają regeneracji. Porywają ekipę badawczą i opuszczają orbitę Ziemi, zmodyfikowawszy transportowiec Gwiezdnej Floty, zwiększając jego prędkość z Warp 1.4 do Warp 3.9 (następnie Warp 5) oraz ulepszając uzbrojenie. Po drodze atakują Tarkaleański frachtowiec, wszczepiając cyber-implanty jego załodze. Asymilując technologię kolejnej rasy, stale ulepszają statek transportowy, który porwali.
Po trudnej walce, załodze Enterprise udało się unieszkodliwić oraz zniszczyć statek zasymilowany przez Borg. Jednak zanim to nastąpiło, Borg zdołali wysłać podprzestrzenią wiadomość do kwadrantu Delta (główna siedziba Borg), zawierającą współrzędne Układu Słonecznego oraz Ziemi. Jednak ze względu na odległość, wiadomość podprzestrzenna potrzebowała 200 lat, by dotrzeć do Kwadrantu Delta. Wydarzenia z serii Next Generation potwierdziły, iż wiadomość doszła celu.

### Borg w Star Trek: Następne pokolenie
Pierwszy raz Borg pojawili się w odcinku „Q Who?” (2 sezon), kiedy to Q postanowił dowieść kapitanowi Picardowi, że wbrew swojemu mniemaniu ludzie nie są gotowi aby zmierzyć się z każdym wyzwaniem. Q wysłał statek Enterprise daleko od znanej ludziom przestrzeni, gdzie natrafili na pojedynczy sześcian Borg. Próby mediacji zdały się na nic, Borg okazali się niezwykle silni, Enterpise zmuszony został do ucieczki, a kapitan Picard musiał przyznać Q rację, jednak Borg (pomimo ucieczki Enterprise) wciąż podążał za statkiem.
W ostatnim odcinku 3 sezonu „The Best Of Both Worlds - Part 1.”, którego kontynuacją jest pierwszy odcinek sezonu 4 („The Best Of Both Worlds - Part 2.”), kapitan Picard zostaje uprowadzony z pokładu Enterprise i przetransportowany do sześcianu Borg. Zostaje tam poddany licznym modyfikacjom, przez które sam staje się integralną częścią obcego statku. W międzyczasie okazuje się, że sześcian podąża ku Ziemi celem zniszczenia jej. Kiedy załodze udaje się odbić kapitana Picarda, wprowadzają do wspólnej świadomości Borg informacje, wskutek których nieprzyjaciel zostaje pokonany. Odcinek kończy się uratowaniem Picarda i odwróceniem zmian w jego ciele. 
W 5 serii The Next Generation (5x23 : „I Borg”) występuje Borg „3 z 5”, który po pobycie na statku Enterprise przybiera imię Hugh i stara się przy pomocy załogi Enterprise zindywidualizować. Odcinek kończy się odesłaniem Borg do domu.

### Borg w Star Trek: Picard
Romulanie eksperymentują na uszkodzonym sześcianie Borg.
Hugh powraca jako opiekun zagubionych byłych Borg (odzysk implantów).